# Schiffskatastrophe bei Honda Point

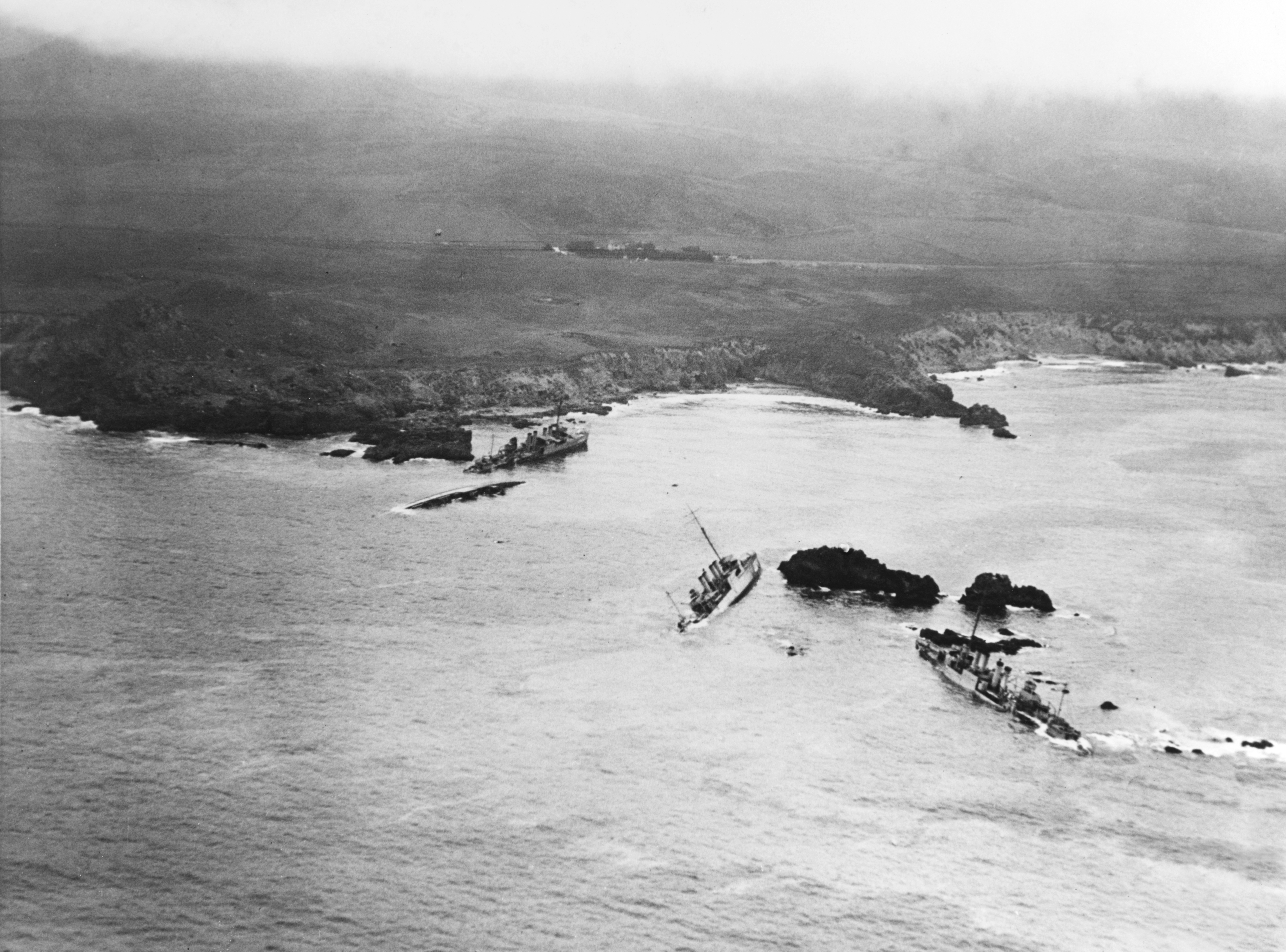
Luftnahme des südlichen Teils des Unfallgebiets mit fünf der sieben Zerstörer. Sichtbar sind Delphy, gekentert in der kleinen Bucht links; Young, gekentert in der Mitte links; Chauncey, auf ebenem Kiel vor der Young; Woodbury auf den Felsen in der Mitte rechts; Fuller rechts auf den Felsen

Die Schiffskatastrophe bei Honda Point war der größte Schiffsverlust der US Navy im Frieden. Am Abend des 8. September 1923 liefen neun Zerstörer bei einer Geschwindigkeit von 20 Knoten (etwa 37 km/h) auf Grund. Nur zwei von ihnen konnten sich wieder freimanövrieren. 23 Seeleute starben.

## Unglücksumstände

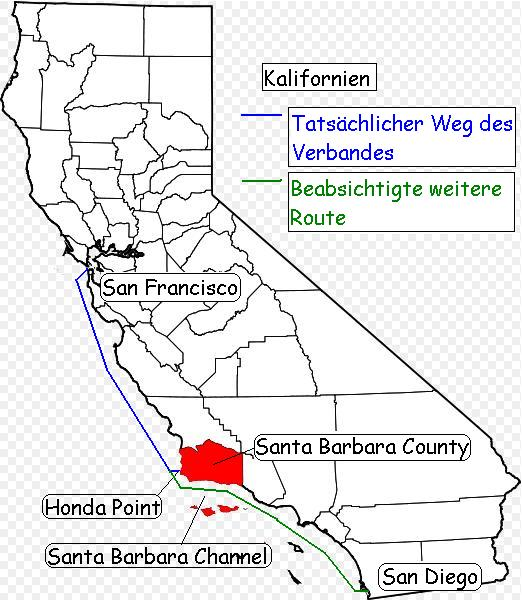
Geplanter und tatsächlicher Weg des Verbandes und Unglücksort

Die Schiffe des 11. Zerstörergeschwaders (Destroyer Squadron 11/DESRON 11) unter der Führung des Geschwaderkommandeurs Captain Edward H. Watson waren auf dem Weg von San Francisco nach San Diego in Kalifornien. Das Geschwader bestand aus 14 Schiffen, die alle der Clemson-Klasse angehörten und jünger als fünf Jahre waren. Watson befand sich auf dem Zerstörer USS Delphy (DD-261), der die Linie anführte.
Um 21 Uhr drehten die Schiffe nach Osten auf einen Kurs von 095°, um den Santa Barbara Channel anzusteuern. Die Navigation beruhte auf Kopplung, d. h. einer Berechnung auf der Grundlage von Kurs und Geschwindigkeit. Zwar verfügte die Delphy über eine Funkpeileinrichtung, jedoch vertraute man dieser neuen Technik nicht und hielt die Peilungen für fehlerhaft. Auch verzichtete man auf Lotungen der Wassertiefe, weil man dafür die Geschwindigkeit hätte reduzieren müssen. Darauf wurde verzichtet, weil die Schiffe Übungen unter Kriegsbedingungen durchführten.
Das Gebiet um Honda Point (auch Pedernales Point genannt) am Eingang des Santa Barbara Channel gilt seit den Zeiten der spanischen Besiedlung Kaliforniens als besonders gefährlich. Vor dem Kap liegen einige gefährliche Felsen, von denen einer seither Destroyer’s Rock genannt wird. Auf Grund der geographischen Bedingungen entwickeln sich in diesem Gebiet häufig starke Winde und hoher Seegang. In den Sommermonaten kann sich zudem dichter Nebel bilden. Das war auch am Tag des Unglücks der Fall. Vor den Zerstörern war an diesem Tage bereits das Postschiff Cuba, die ehemalige Coblenz des Norddeutschen Lloyds, in der Nähe auf Grund gelaufen.

## Verlauf des Unglücks

(Die Namen der verlorengegangenen Schiffe sind fett markiert)

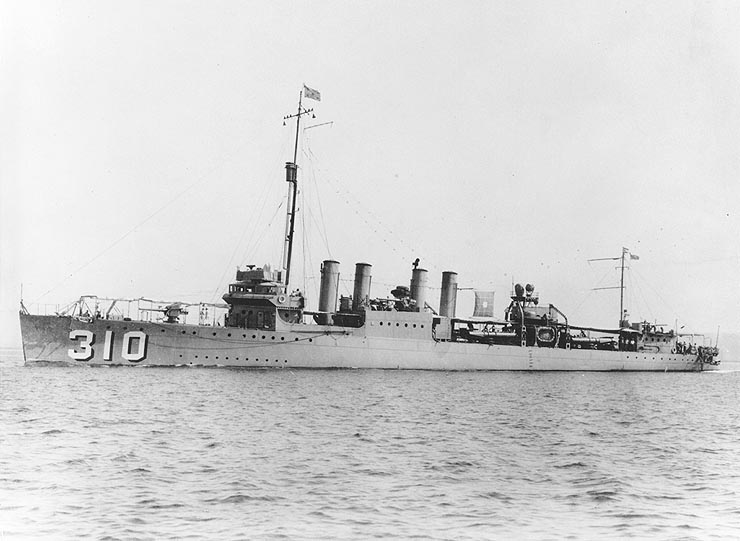
Der bei Honda Point gesunkene Zerstörer USS S. P. Lee (DD-310) der Clemson-Klasse

- USS Delphy (DD-261)[1] führte als Flaggschiff den Verband an, der in einer Linie hintereinander fuhr. Nach ihrer Kursänderung nach Osten lief sie mit 20 kn auf Grund. Sie warnte die anderen Schiffe sofort mit ihrer Sirene, was diesen Gelegenheit zur Reaktion gab. Auf der Delphy starben drei Mann.

- USS S. P. Lee (DD-310)[2] folgte wenige hundert Yard hinter der Delphy. Als sie die Delphy stranden sah, drehte sie nach Backbord (links) und lief selbst auf Grund.

- USS Young (DD-312)[3] leitete keine Drehung ein und riss ihren Rumpf an einem Unterwasserfelsen auf. Das schnell eindringende Wasser ließ sie in wenigen Minuten nach Steuerbord (rechts) kentern. Zwanzig Mann kamen dabei ums Leben.

- USS Woodbury (DD-309)[4] wich nach Steuerbord aus, lief dabei aber auf einen vorgelagerten Felsen.

- USS Nicholas (DD-311)[5] lief nach einer Backborddrehung ebenfalls auf die Felsen.

- USS Farragut (DD-300)[6] lief auf Grund, konnte sich aber befreien und wurde gerettet.

- USS Fuller (DD-297)[7] lief neben der Woodbury auf.

- USS Percival (DD-298)[8] konnte ausweichen und blieb unbeschädigt.

- USS Somers (DD-301)[9] wurde leicht beschädigt.

- USS Chauncey (DD-296)[10] versuchte, Seeleute zu retten, die auf der gekenterten Young saßen. Sie lief dabei selbst auf Grund und ging verloren.

- Die Zerstörer USS Kennedy (DD-306), USS Paul Hamilton (DD-307), USS Stoddert (DD-302) und USS Thompson (DD-305) konnten dem Unglück ausweichen und blieben unbeschädigt.

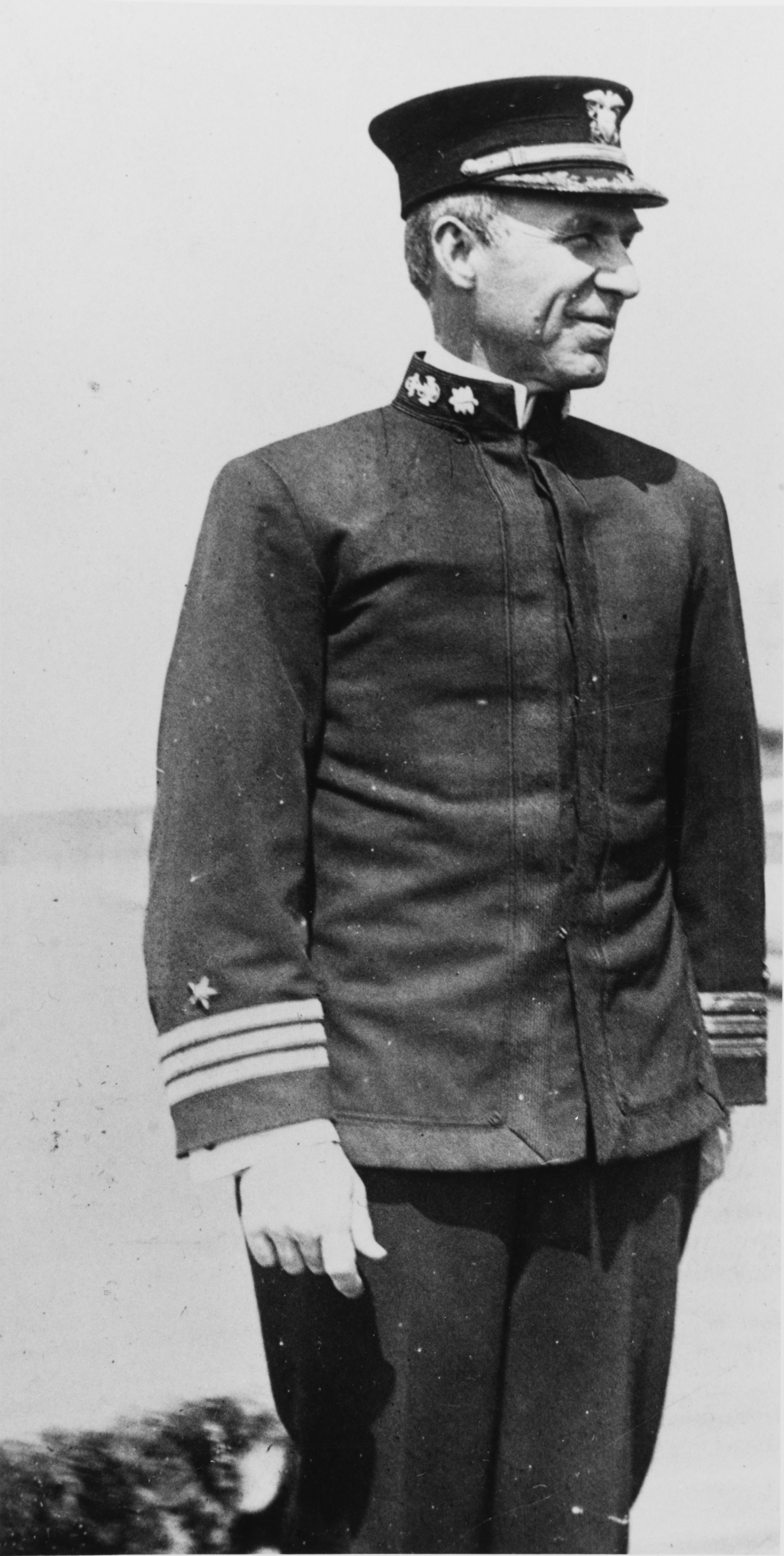
Der Geschwaderkommandeur Captain Edward H. Watson, Aufnahme von 1915 als Commander

## Rettungsmaßnahmen
Weil die Schiffe direkt in Ufernähe lagen, gelang es, alle Besatzungsmitglieder zu retten, die nicht unmittelbar bei der Strandung oder dem Kentern ihres Schiffes zu Tode gekommen waren. Die Rettung wurde allerdings durch die starke Brandung erschwert.

## Konsequenzen
Im Rahmen eines Kriegsgerichtsverfahrens und weiterer Ermittlungen wurde festgestellt, dass fehlerhafte Navigation die alleinige Ursache des Unglücks gewesen sei. Die Funkpeilanlagen und ihre Ergebnisse seien nicht fehlerhaft gewesen. Captain Watson übernahm die volle Verantwortung. Er verblieb bis zu seiner Pensionierung im November 1929 im selben Dienstgrad in der Marine. Diverse Offiziere und Seeleute wurden wegen ihres umsichtigen und mutigen Verhaltens während der Rettungsmaßnahmen belobigt.
Bei Honda Point erinnert ein Denkmal an das Unglück. Es befindet sich auf dem Gelände der Vandenberg Air Force Base.

## Verweise